# メリシン酸
メリシン酸(melissic acid)は、飽和脂肪酸の一つ。系統名ではトリアコンタン酸(triacontanoic acid)。

## 語源
メリシン酸の語源は蜂を意味するギリシア語のmelissaで、花の蜜に豊富に存在し、ミツバチを引き付けることによる。

## 合成
n-トリアコンタン酸はBleybergとUlrich(1931)およびG.M. Robinsonによって合成された。